# Distretto di Wenshan
Il distretto di Wenshan (cinese tradizionale: 文山區; mandarino pinyin: Wénshān Qū) è un distretto di Taipei. Ha una superficie di 31,51 km² e una popolazione di 270.073 abitanti al 2013.